# Mansour bin Zayid Al Nahyan

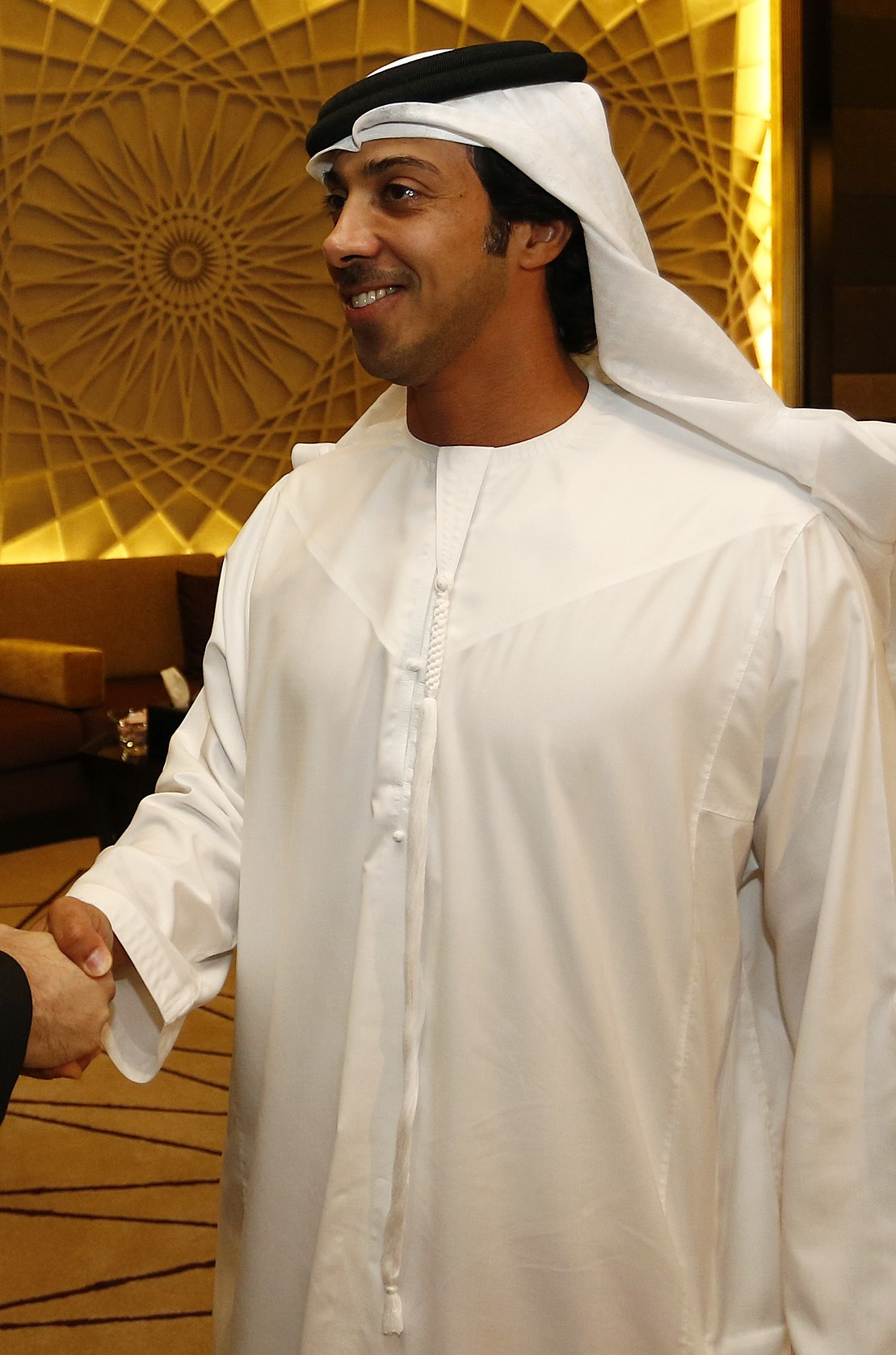
Mansour bin Zayed Al Nahyan (2013)

Scheich Mansour Bin Zayid Al Nahyan (arabisch منصور بن زايد آل نهيان, DMG Mansūr b. Zāyid Āl Nahyān; * 20. November 1970 in Abu Dhabi) ist ein Sohn von Zayid bin Sultan Al Nahyan und Mitglied der Al Nahyan, der Herrscherfamilie des Emirats Abu Dhabi in den Vereinigten Arabischen Emiraten. Sein Bruder ist der 2022 gestorbene ehemalige Präsident Chalifa bin Zayid Al Nahyan.
Im Kabinett der Vereinigten Arabischen Emirate ist er (Stand 2019) „Minister für Präsidentschaftsangelegenheiten“. 
Er ist auch Mitglied des Stiftungsrates der Zayed Charitable and Humanitarian Foundation. Scheich Mansour gründete diverse Stipendienprogramme für Auslandsstudien einheimischer Studenten. Er ist der Chairman der International Petroleum Investment Company (IPIC). 
Scheich Mansour ist ein erfolgreicher Reiter. Er gewann einige Endurance-Wettbewerbe im Nahen Osten und ist (Stand 2019) Vorsitzender der Emirates Horse Racing Authority (EHRA).
Er ist seit 2009 Hauptanteilseigner des Fußballklubs Manchester City.
Er ist verheiratet mit Scheicha Manal bint Mohammed bin Rashid Al-Maktoum, Tochter von Scheich Mohammed bin Rashid Al Maktoum, Vize-Präsident und Premierminister der Vereinigten Arabischen Emirate und Herrscher von Dubai. Sie haben zwei Töchter (Fatima, * 9. Juni 2006, und Latifa, * 23. Januar 2014) und zwei Söhne (Mohammed, * 4. Dezember 2007, und Hamdan, * 21. Juni 2011).